# Banda ultralarga
UWB é o acrônimo de Ultrawideband, Ultra-wide-band, Ultraband ou, literalmente, banda ultralarga, conhecido também pelo nome técnico desenvolvida pela IEEE é o 802.15.3. O UWB é usada para referenciar qualquer tecnologia de rádio em que se use uma largura de banda maior de 500 MHZ ou mais que 25% da frequência central, de acordo com FCC (Federal Communications Commission) dos Estados Unidos.
É uma tecnologia de rede sem fio (wireless) para redes de área pessoal, conhecidas por PAN (Personal Area Network), ou seja, usando aparelhos sem fios próximo ao usuário, como por exemplo, impressoras, mouse, teclado ou MP3 Player com no máximo 10 metros de distância.

## História
A tecnologia de UWB foi originalmente desenvolvida para comunicação militar segura como radares na década de 1960, mas foi interrompida. Em 1963, foi lançada a tese do Dr. Gerald F. Ross do eletromagnetismo no domínio do tempo. Depois de 10 anos de estudos, Gerald Ross patenteou, então, a comunicação por UWB. Em 1978, ocorreu a primeira demonstração ao ar livre feita também por Ross. Em 1994, foram efectuados os primeiros programas de comunicação por UWB e, em 2002, a FCC divulga o relatório de aceitação do UWB.
O UWB foi idealizado como um meio de transmissão de alta velocidade entre aparelhos eletrônicos domésticos como computadores, periféricos e dispositivos móveis sem interferências na transmissão com telefones celulares ou televisão.

## O que é uma rede sem fio pessoal
Uma rede sem fio pessoal (WPAN) é normalmente utilizada para interligar dispositivos eletrônicos fisicamente próximos, não se querendo que sejam detectados à distância. Este tipo de rede é ideal para eliminar os cabos usualmente utilizados para interligar teclados, impressoras, telefones móveis, agendas eletrônicas, computadores de mão, câmeras fotográficas digitais, mouses e outros.
Nos equipamentos mais recentes é utilizado o padrão Bluetooth para estabelecer esta comunicação, mas também é empregado raios infravermelhos (de forma semelhante ao que é utilizado nos controles remotos de televisores).

## Características técnicas
O UWB opera de forma diferente das demais tecnologias de rede sem fio, ou wireless. Além de ter um espectro de atuação amplo, o UWB transmite por rajadas de sinais (centenas por segundo). A combinação do "gatilho rápido" com a ampla cobertura de banda permite que o UWB consuma menos energia e consiga taxas de transmissão mais altas que o Wi-Fi.
Portanto, as características principais são:
- Frequência: 3,1 GHz até 10,6 GHz
- Modulação: QPSK (MBOA) e BPSK/QPSK (DS)
- Acesso múltiplo: TFI/OFDM e 3ª Geração CDMA
- Duplex: TDD (Time Division Duplex)
- Largura do canal: 528 MHz, 1,368 GHz e 2,736 GHz
- Taxa de dados: 480 Mbit/s

## Aplicações
A UWB pode ser aplicada a vários meios como:
- Substituição do IEEE 1394 em dispositivos multimídia (câmaras de fotos ou vídeo, reprodutores MP3,…) com conectividade sem fios.
- Permitir conectividade WUSB (Wireless Universal Serial Bus) de grande velocidade (periféricos, como scanners, impressoras e inclusive dispositivos de alcance externo).
- Substituição de cabos na próxima geração de dispositivos Bluetooth, como os aparelhos móveis 3G.
- Criando conectividade sem fio ad-hoc de alta relação para CE, PC e dispositivos móveis.
- O alcance do sinal (528 MHz ou 2736 MHz de largura de banda) podendo ser utilizada para streaming de vídeo.

## Padronização
A UWB ainda não está totalmente padronizada para o modelo internacional. A entidade responsável pelo desenvolvimento do padrão de fabricação, realização de testes e divulgação é a IEEE. A IEEE está desenvolvendo três diferentes padrões, a IEEE 802.15.3a incluindo UWB: a proposta da OFDM, Multiband OFDM Alliance (MBOA) e a proposta de sequência direta (Direct Sequence, DS). No caso da IEEE 802.15.4a, a proposta de DS foi aprovada para frequência baixas. Contudo, se está discutindo a incorporação da UWB como capa física para Bluetooth, no caso da IEEE 802.15.1.

## Vantagens e desvantagens
Podemos dizer que as principais vantagens da tecnologia UWB são:
- Imunidade à propagação por múltiplos caminhos (interferência);
- Difícil descoberta por usuários mal intencionados (segurança do usuário);
- Não interferência entre outras tecnologia sem fio;
- Baixo custo.

e as desvantagens:
- Dificuldade de transmissão para taxas muito altas;
- Interferência de ruídos ao longo da banda prejudica o sinal;
- Alcance muito curto.

## Comparação entre padrões
| Geral                             | UWB | Fast Ethernet¹ | 802.11a | 802.11b | Bluetooth |
| --------------------------------- | --- | -------------- | ------- | ------- | --------- |
| Velocidade (Mbit/s)               | 480 | 100            | 54      | 11      | 1         |
| Distância na transmissão (metros) | 10  | 100            | 50      | 100     | 10        |
| Transferência de dados (Mbps)     | 100 | 100            | 54      | 11      | 1         |

1. Fast Ethernet não é um padrão sem fio, e sim, um dos mais utilizados padrões de cabeamento.

## UWB substituirá o Bluetooth?
Bluetooth é uma tecnologia para a comunicação sem fio entre dispositivos eletrônicos a curtas distâncias, o mesmo princípio que o UWB. Mas o consumo de energia do UWB é cem vezes menor que o do Bluetooth e sua freqüência de operação pode estar compreendida entre 3,1 e 10,6 GHz. O ponto forte do UWB é a sua velocidade de transmissão de 100 a 500 Mbps: mais alta que qualquer outro tipo de conexão wireless.